# Петров Сергій Андрійович
Сергій Андрійович Петров (рос. Сергей Андреевич Петров, нар. 2 січня 1991, Нікольське, СРСР) — російський футболіст, фланговий захисник клубу «Краснодар».

## Ігрова кар'єра

### Клубна
Сергій Петров є вихованцем клубної академії пітерського «Зеніта». В складі молодіжної команди вигравав молодіжну першість країни. 13 березня 2011 року у матчі чемпіонату країни проти грозненського «Терека» Петров провів свою першу гру на дорослому рівні.
Влітку 2011 року Петров перейшов до самарських «Крил Рад». За півтора року, що футболіст грав в цьому клубі, він регулярно викликався до лав молодіжної збірної.
В грудні 2012 року футболіст перейшов до «Краснодара», з яким підписав контракт на два з половиною роки з опцією продовження ще на один рік. В складі «Краснодара» Петров ставав призером чемпіонату країни, також брав участь у матчах єврокубків - Ліги чемпіонів та Ліги Європи. В червні 2024 року Петров продовжив контракт з клубом до літа 2025 року.

### Збірна
6 вересня 2016 року у товариському матчі проти команди Гани Петров дебютував у складі національної збірної Росії.

## Титули
Краснодар
 Чемпіон Росії: 2024/25
 Віце - чемпіон Росії: 2023/24
 Бронзовий призер чемпіонату Росії (3): 2014/15, 2018/19, 2019/20